# Acacia richii
Espèce
Statut de conservation UICN

 LC  : Préoccupation mineure
Acacia richii est une espèce de plantes à fleurs de la famille des Fabacées. Selon Plants of the World online (POWO) (4 novembre 2024), c'est un arbre trouvé aux Fidji.